# 야스이 겐
야스이 겐(일본어: 安井 謙, 1911년 3월 22일~1986년 3월 10일)는 6선 참의원 의원을 지낸 일본의 정치인이다.
형은 민선 초대 도쿄도지사를 지낸 야스이 세이이치로다.

## 생애
1911년 3월에 오카야마현 오카야마시에서 태어났다. 구제 오카야마제이 중학교와 구제 제육고등학교를 거쳐 1935년 교토제국대학(현 교토 대학) 경제학부를 졸업했다. 대학생 때 학생 운동에 참여하는 등 좌익 사상에 경도되어 있었기에 주위로부터 마르크스 꼬마라고 불렸다. 한편 운동에 전념하는 모습도 보여 야구와 수영을 배웠으며 유도와 공수도는 각각 6단에 이르렀다. 졸업 후인 1935년에 남만주철도주식회사에 입사하여 종전 때까지 경리부에서 일했다.
제2차 세계 대전이 끝나자 도쿄도지사가 된 형의 비서로 일했다. 그리고 1950년엔 자유당의 공천을 받아 제2회 일본 참의원 의원 통상선거에 출마해 당선되면서 직접 정치에 뛰어들었다. 1955년 보수합동으로 자유민주당이 창당되자 이에 참여했으며 1957년부터 1959년까지 참의원 의원운영위원장을 맡았다.
제5차 요시다 내각에서 노동정무차관을 역임했으며 제2차 이케다 내각 땐 자치상 겸 국가공안위원장에 취임해 첫 입각했다. 제1차 사토 내각 (제1차 개조)에서 총리부 총무장관을 역임하면서 건국기념의 날, 경로의 날, 체육의 날 도입에 관여했다.
1968년부터 1971년까지 참의원 부의장이 되었다. 1973년에는 자유민주당 참의원 의원회장이 되었고 이후 참의원 간사장, 도쿄도연합회장 등의 당직을 거친 뒤 1977년에 일본 참의원 의장에 취임했다. 1980년 6월에는 양원 동시 선거가 시행되자 의장의 직책을 완수하기 위해 당적을 이탈하여 무소속으로 참원선에 출마해 당선됐다. 이후 의장직에서 물러났으며 1981년 11월에 훈1등 욱일동화대수장을 수훈했다.
1985년 봄에 감기가 악화돼 폐렴에 걸려 입원했다. 가을에 퇴원해서 자택에서 요양했으나 차도가 보이질 않아 12월에 의원직을 사퇴하고 정계도 은퇴하려고 했다. 하지만 정식으로 사퇴하기 전인 1986년 3월에 급성 심부전으로 니혼대학 의학부 부속 이타바시병원에서 사망했다. 사후에 종2위에 추서됐다.

## 역대 선거 기록
|  | 17.16% |

|  | 22.58% |

|  | 22.8% |

|  | 17.31% |

|  | 23.54% |

|  | 24.78% |

| 전임 스토 히데오 | 제4대 자치대신 1960년 12월 8일~1962년 7월 18일 | 후임 시노다 고사쿠 |

| 전임 스토 히데오 | 제13대 국가공안위원장 1960년 12월 8일~1962년 7월 18일 | 후임 시노다 고사쿠 |

| 전임 고노 겐조 | 제13대 일본 참의원 의장 1977년 7월 28일~1980년 7월 7일 | 후임 도쿠나가 마사토시 |